# Copestylum viridana
Copestylum viridana är en tvåvingeart som först beskrevs av Townsend 1897.  Copestylum viridana ingår i släktet Copestylum och familjen blomflugor. Inga underarter finns listade i Catalogue of Life.